# Jan Hochschild
Jan Hochschild (Norimberga, 1996) è un giocatore di football americano tedesco che gioca come wide receiver per gli Ingolstadt Dukes.